# Mejor (canción)
Mejor es una canción de música pop de la banda española Los Brincos, grabada en 1966. 

## Descripción
Considerada una de las mejores canciones del grupo,  ha sido incluso comparada con la estadounidense Yankee Doodle. El tema canta a un amor que fue y ya no lo es más.

## Versiones
Ha sido versionada por las bandas Los Búhos, primera banda beat de argentina, pioneros de rock en español en Sudamérica en versión a 4 voces.( 1966) https://www.youtube.com/watch?v=eLmoyfdYCg0. Menudo (1981) y El Canto del Loco para el LP Por mí y por todos mis compañeros (2009).